# Mariana Leky
Mariana Leky (* 12. Februar 1973 in Köln) ist eine deutsche Autorin. Ihr Roman Was man von hier aus sehen kann stand ab 2017 auf der Spiegel-Bestsellerliste.

## Leben
Neben einer Buchhandelslehre studierte die in Köln aufgewachsene Leky ab 1993 in Tübingen Germanistik und Empirische Kulturwissenschaften. Von 1994 bis 1996 besuchte sie das universitäre Studio Literatur und Theater. Von 1999 an studierte sie Kreatives Schreiben und Kulturjournalismus an der Universität Hildesheim. Noch während des Studiums gewann sie mit Kurzgeschichten Preise beim Allegra-Wettbewerb und beim niedersächsischen Literaturwettbewerb Junge Literatur.
2001 wurde ihr Debütband Liebesperlen mit Erzählungen veröffentlicht. 2004 erschien ihr erster Roman Erste Hilfe. Ihr 2017 veröffentlichter Roman Was man von hier aus sehen kann stand 65 Wochen lang auf der Spiegel-Bestsellerliste, wurde zum „Lieblingsbuch der unabhängigen Buchhändler“ gekürt und 2021 von Aron Lehmann verfilmt.
Lekys 2022 erschienenes Buch Kummer aller Art versammelt 39 Erzähltexte, die sie ursprünglich für ihre Kolumne Lekys Aussichten in der Monatszeitschrift Psychologie Heute verfasst hatte. Das Buch kam kurz nach Erscheinen auf die Börsenblatt- und die Spiegel-Bestsellerliste.
Leky hat einen Mitte der 2000er-Jahre geborenen Sohn, dessen Vater der Schriftsteller Tilman Rammstedt ist. Sie lebt in Berlin.

## Veröffentlichungen

### Bücher
- Liebesperlen. Erzählungen. DuMont, 2001, zuletzt 2010, ISBN 978-3-8321-6117-0.
- Erste Hilfe. Roman. DuMont, 2004, zuletzt 2018, ISBN 978-3-8321-6458-4.
- Die Herrenausstatterin. DuMont Buchverlag, Köln 2010 ISBN 978-3-8321-9577-9.
- Bis der Arzt kommt. Geschichten aus der Sprechstunde. Roman. DuMont, 2013, ISBN 978-3-8321-6248-1.
- Was man von hier aus sehen kann. Roman, DuMont, 2017 ISBN 978-3-8321-9839-8.
- Kummer aller Art. Erzählungen. DuMont, 2022, ISBN 978-3-8321-8216-8.

### Beiträge
- Jahrmarkt. Erzählung. In: Literaturblatt für Baden und Württemberg, Februar 1999.
- Mehr nicht. Erzählung. In: Die Horen, Band 4 / 1999.
- Liebesperlen. Erzählung. In: Allegra, November 2000.
- Jetzt machen wir das immer so. Erzählung. In: BELLA triste, Nr. 0, Herbst 2001.
- Lebensversicherung. Erzählung. In: Kölner Stadt-Anzeiger, 8./9. September 2001.
- Mit Vergnügen. Erzählung. In: Petra, September 2001.
- Sylvesters Dramen. Romanauszug. In: BELLA triste, Nr. 7, Herbst 2003.

### Hörspiele
- Schwindel. WDR, 2005 (Erstausstrahlung am 2. August 2005).[8]
- Der Buddhist und ich. WDR, 2012.[9]
- Der Aufzug. WDR, 2013.[10]

## Auszeichnungen
- 1999: Ehrenpreis für die Erzählung Mehr nicht im Rahmen des Niedersächsischen Literaturwettbewerbs Junge Literatur
- 2000: 3. Preis beim Literaturwettbewerb der Zeitschrift Allegra für die Erzählung Liebesperlen
- 2002/2003: Stipendium des Internationalen Künstlerhauses Villa Concordia in Bamberg
- 2005: Förderpreis des Landes Nordrhein-Westfalen für junge Künstlerinnen und Künstler
- 2017: Lieblingsbuch der Unabhängigen für Was man von hier aus sehen kann
- 2018: Literaturpreis Bad Schwartau Via Communis für Was man von hier aus sehen kann
- 2018: Auszeichnung mit dem Comburg-Stipendium für Was man von hier aus sehen kann
- 2020: Euregio-Schüler-Literaturpreis für Was man von hier aus sehen kann
- 2023: Martha-Saalfeld-Preis (Hauptpreis)[11]
- 2025: Joachim-Ringelnatz-Preis